# Genevieve Gregson
Genevieve Gregson, född 4 augusti 1989, är en australisk friidrottare. Hon deltog vid olympiska sommarspelen 2012, olympiska sommarspelen 2016 och olympiska sommarspelen 2020.